# 囊果碱蓬
囊果碱蓬（学名：Suaeda physophora）是苋科碱蓬属的植物。分布在东欧、西伯利亚、中亚以及中国大陆的新疆、甘肃等地，生长于海拔450米至700米的地区，常生长在戈壁或盐碱化的干山坡，目前尚未由人工引种栽培。